# Дякове (городище)
55°39′21″ пн. ш. 37°39′56″ сх. д. / 55.6558° пн. ш. 37.6655° сх. д.
Дякове городище — стародавнє городище, розташоване на правому березі Москви-річки у південній частині музею-заповідника Коломенське поблизу історичного села Дякове. 
Одне з найдавніших стаціонарних поселень на території Москви, що існувало понад тисячу років. 
Раніше на цій території існували неолітичні стоянки (4 тис. до Р. Х.) та поселення фатьянівської культури (3 тис. до Р. Х.) середньої бронзової доби у Царицинському парку
. 
Дало назву дяківській археологічній культурі ранньої залізної доби.
У V-III ст. до Р. Х. (хронологія пам'ятника заснована на аналізі типології речей та серійному радіовуглецевому датуванні) на майданчику городища стояли два-три довгі будинки з двосхилим дахом на стовпах і стінами з тину. 
Приміщення поділялося на невеликі кімнати з відкритими осередками у центрі. 
Для цього часу характерні глечики ручного ліплення з «текстильними» відбитками (нанесені шляхом прокатки стрижня обгризеної ялинової шишки) на поверхні, кістяні інструменти, стріли та ручки ножів із зооморфними зображеннями, також знайдена кістяна фігурка коня (?), привезені з Надчорномор'я. 
У ІІ столітті до Р. Х.., через проникненням у басейн Москви-річки нового населення, культура мешканців городища змінилася. 
На зміну довгим будинкам приходять ізольовані майже квадратні будиночки. 
Змінюється тип посуду, з по Р.Х. набувають поширення лощені миски, кістяні стріли витісняються залізними двошипними, змінюється вигляд мідних прикрас, які стають масовими. 
На городищі знайдено бронзові привізні прикраси з емалями, які датуються II—III ст. н. е., золотоскляні та червоне пастове намисто. 
Найпізніші знахідки датуються VI-VII ст. по Р. Х. 
У V-IV століттях до Р. Х. городище було укріплено земляним валом із дерев'яними стінами, який багато разів перебудовувався та досипався. 
Жителі займалися землеробством, скотарством, а також полюванням, рибальством та збиранням. 
Культивувалися просо, ячмінь, пшениця, льон. 
Серед колекції кісток тварин (кухонні відходи) переважали свині та коні, зустрінуті також залишки великої та дрібної рогатої худоби. 
З диких тварин першому місці за кількістю кістки бобра. 
У XI-XII ст. на городищі існувало невелике давньоруське поселення. 
У XVII ст. тут було влаштовано «потішне містечко» з альтанкою, в якій була кахельна піч. 
Городище входило у 1660-ті роки. у комплекс царської садиби у Коломенському.
Першим дослідником Дьякова городища був Адам Чарноцький (1821 р.), розкопки почалися 1872 року Д. Я. Самоквасовим і потім 1875 року продовжені Г. Д. Філімоновим, 1889 р. — В. І. Сизовим. 
У XX столітті городище розкопувалося в 1921 р. Ю. В. Готьє, в 1935 р. - К. Я. Виноградовим, в 1981-1987 р.р. - Н. А. Кренке. 
У 2001-2004 роках. розкопки були продовжені під керівництвом А. Р. Векслера.